# Cantonul Salies-du-Salat
Cantonul Salies-du-Salat este un canton din arondismentul Saint-Gaudens, departamentul Haute-Garonne, regiunea Midi-Pyrénées, Franța.

## Comune
- Ausseing
- Belbèze-en-Comminges
- Cassagne
- Castagnède
- Castelbiague
- Escoulis
- Figarol
- Francazal
- His
- Mane
- Marsoulas
- Mazères-sur-Salat
- Montastruc-de-Salies
- Montespan
- Montgaillard-de-Salies
- Montsaunès
- Roquefort-sur-Garonne
- Rouède
- Saleich
- Salies-du-Salat (reședință)
- Touille
- Urau